# 塞纳河畔诺让区
塞纳河畔诺让区（法語：Arrondissement de Nogent-sur-Seine）是法国奥布省所辖的一个区。总面积1223.6平方公里，总人口53907，人口密度44人/平方公里（2018年）。主要城镇为塞纳河畔诺让。

## 辖区
塞纳河畔诺让区辖有79个市镇。